# كيكزليات
كيكزليات (الاسم العلمي: Kickxellales) هي رتبة من الفطريات تتبع الشعيبة الكيكزليانية.

## فصائل
- كيكزلية (الاسم العلمي: Kickxellaceae)